# Ochthebius laticollis
Ochthebius laticollis är en skalbaggsart som beskrevs av Pankow 1986. Ochthebius laticollis ingår i släktet Ochthebius och familjen vattenbrynsbaggar. Inga underarter finns listade i Catalogue of Life.